# Partearroyo
Partearroyo es una localidad española del municipio de Valle de Mena, perteneciente a la provincia de Burgos, en la comunidad autónoma de Castilla y León.

## Historia
Hacia mediados del siglo XIX, el lugar, ya por entonces perteneciente al ayuntamiento de Valle de Mena, tenía contabilizada una población de 45 habitantes. Aparece descrito en el duodécimo volumen del Diccionario geográfico-estadístico-histórico de España y sus posesiones de Ultramar de Pascual Madoz con las siguientes palabras:

PARTEARROYO: l. en la prov., aud. terr. y c. g. de Búrgos (24 leg.), dióc. de Santander (12), part. jud. de Villarcayo (7), y ayunt. titulado del valle de Mena (1): sit. en terreno desigual y bastante inclinado al NE.: su clima es templado, reinando con mas frecuencia los vientos SO. y NE.; y las enfermedades dominantes son las fiebres catarrales y reumáticas en iniverno, y algunas gástricas en verano. Tiene 16 casas; 2 fuentes en el interior de la pobl. y muchas en el térm., siendo de mediana calidad las aguas de aquellas, y de muy buena la de estas; una igl. parr. (la Asuncion) aneja de la de Villasana y servida por un cura párroco y un sacristan, cuyo curato es de provision de los patronos, que lo son el marqués de San Felices y otros particulares; un cementerio y una ermita (San Bartolomé de los Montes) colocada en un llano próximo al r. Ordunte. Confina el térm. E. Carranza; E. Nava y Ungo, y O. Ribota. El terreno es de mala calidad, pues, dominan en él las tierras aluminosas mezcladas con las mas necesarias: el r. Ordunte sobre el cual existe un puente de piedra, atraviesa la jurisd. y en ella se ven 2 montes poblados, de los cuales el uno es bastante estenso. Los caminos se hallan en malísimo estado y comunican con los pueblos limítrofes. correos: la correspondencia se recibe de Balmaseda por balijero. prod.: trigo, maiz, cebada, yeros, alholvas, avena, habas, alubias, guisantes, pitos, muelas, lentejas, patatas en abundancia, y muchas clases de frutas y hortalizas: cria ganado vacuno, mular, yeguar, asnal, cabrío, lanar y de cerda; caza mayor y menor; y pesca de anguilas, truchas, barbos y loinas. ind.: la agrícola, un molino harinero en mal estado y la fabricacion de carbon el cual se conduce á las herrerias; se importan lienzos, percales, estameñas y vino; y se estraen los ganados yeguar y de cerda. pobl.: 12 vec. 45 alm. cap. imp.: 295 rs.
(Madoz, 1849, p. 702)

En 2022, tenía empadronados 49 habitantes.

## Patrimonio
Hay en la localidad una iglesia de Nuestra Señora de la Asunción.